# دیو گودوین
دیو گودوین (انگلیسی: Dave Goodwin؛ زادهٔ ۱۵ اکتبر ۱۹۵۴) بازیکن فوتبال اهل بریتانیا است.
از باشگاه‌هایی که در آن بازی کرده‌است می‌توان به باشگاه فوتبال استوک سیتی، باشگاه فوتبال منزفیلد تاون، باشگاه فوتبال وورکینگتون ای. اف. سی، باشگاه فوتبال کرو آلکساندرا، باشگاه فوتبال مکلسفیلد تاون، باشگاه فوتبال بری و باشگاه فوتبال روچدیل اشاره کرد.